# Протозвезда
Протозвезда је велика маса која се формира сажимањем гаса великог молекуларног облака у међузвезданом медијуму. Протозвездана фаза је најранија у процесу звездане еволуције. Протозвездана фаза је рани стадијум у процесу формирања звезде. За звезду масе Сунца траје око 500.000 година. Започиње језгром повећане густине у молекуларном облаку, а завршава се формирањем T Tauri звезде, која се затим развија у звезду главног низа. Ово је обележено T Tauri ветром, типом супер соларног ветра који означава промену од акреције масе у зрачење енергије.

## Историја
Модерну слику протозвезда, сажету горе, први је предложио Чуширо Хајаши 1966. године. У првим моделима, величина протозвезда је била веома прецењена. Накнадни нумерички прорачуни разјаснили су проблем и показали да су протозвезде само скромно веће од звезда главног низа исте масе. Овај основни теоријски резултат потврђен је опсервацијама, које откривају да су највеће звезде пре главне секвенце такође скромне величине.

## Протозвездана еволуција
Формирање звезда почиње у релативно малим молекуларним облацима који се називају густа језгра. Свако густо језгро је у почетку у равнотежи између самогравитације, која тежи да компримује објекат, и притиска гаса и магнетног притиска, који га надувају. Како густо језгро скупља масу из свог већег околног облака, самогравитација почиње да надвладава притисак и почиње колапс. Теоријско моделовање идеализованог сферног облака који је у почетку подржан само притиском гаса указује на то да се процес колапса шири изнутра према споља. Спектроскопска посматрања густих језгара која још не садрже звезде указују на то да се контракција заиста дешава. До сада, међутим, није примећено предвиђено ширење региона колапса према споља.
Гас који колапсира према центру густог језгра прво гради протозвезду мале масе, а затим протопланетарни диск који кружи око објекта. Како се колапс наставља, све већа количина гаса утиче на диск, а не на звезду, што је последица очувања угаоног момента. Како се тачно материјал на диску спирално креће ка протозвезди, још увек није схваћено, упркос великом теоријском труду. Овај проблем је илустрован за шире питање теорије акреционог диска, која игра улогу у великом делу астрофизике.
Без обзира на детаље, спољна површина протозвезде се бар делимично састоји од гаса који је пао са унутрашње ивице диска. Површина се стога веома разликује од релативно мирне фотосфере преглавне секвенце или звезде главне секвенце. У својој дубокој унутрашњости, протозвезда има нижу температуру од обичне звезде. У свом центру, водоник-1 се још не спаја са самим собом. Теорија предвиђа, међутим, да се изотоп водоника деутеријум (водоник-2) спаја са водоником-1, стварајући хелијум-3. Топлота ове реакције фузије има тенденцију да надува протозвезду, и на тај начин помаже у одређивању величине најмлађих посматраних звезда пре главне секвенце.
Енергија произведена од обичних звезда долази од нуклеарне фузије која се дешава у њиховим центрима. Протозвезде такође генеришу енергију, али она долази од зрачења које се ослобађа при ударима на њиховој површини и на површини околног диска. Тако створено зрачење мора проћи кроз међузвездану прашину у околном густом језгру. Прашина апсорбује све фотоне који нападају и поново их зрачи на дужим таласним дужинама. Сходно томе, протозвезда се не може детектовати на оптичким таласним дужинама и не може се поставити у Херцшпрунг—Раселов дијаграм, за разлику од развијенијих звезда преглавне секвенце.
Предвиђа се да ће стварно зрачење које излази из протозвезде бити у инфрацрвеном и милиметарском режиму. Тачкасти извори таквог дуготаласног зрачења се обично виде у регионима који су заклоњени молекуларним облацима. Уобичајено се верује да су они који су конвенционално означени као извори класе 0 или класе I протозвезде. Међутим, још увек нема дефинитивних доказа за ову идентификацију.

## Посматране класе младих звезда
| Класа | вршна емисија      | трајање (година) |
| 0     | субмилиметар       | 104              |
| I     | далеко инфрацрвено | 105              |
| II    | блиско инфрацрвено | 106              |
| III   | видљиво            | 107              |